# Победници европских првенстава у атлетици у дворани — троскок
Освајачи медаља на европским првенствима у атлетици у дворани у дисциплини троскок, која је у програму од првог Европског првенства у дворани одржаном 1966. у Дортмунду, приказани су у следећој табели. Постигнути резултати су приказни у метрима.
Најуспешнији појединац, после 41 европског првенства, је Виктор Сањејев из Совјетског Савеза са 6 освојених златних медаља и једном сребрном. Од земаља најуспешнији је Совјетски Савез са укупно 37 медаља од чега 17 златних, 9 сребрних и 11 бронзаних.
Рекорд европских првенстава у троскоку у дворани држи Теди Тамго из Француске са 17,92 метара којег је остварио на Европском првенству у дворани 2011. у Паризу.

## Освајачи медаља на европским првенствима у дворани
| ЕП                         |                                        | Резултат      |                                         | Резултат |                                        | Резултат |
| Дортмунд 1966              | Шербан Кочина · Румунија               | 16,43 РЕП     | Михаел Зауер · Западна Немачка          | 16,35    | Петр Немшовски · Чехословачка          | 16,28    |
| Праг 1967                  | Петр Немшовски · Чехословачка          | 16,57 РЕП     | Хенрик Калочај · Мађарска               | 16,45    | Александр Золотарјов · Совјетски Савез | 16,40    |
| Мадрид 1968                | Николај Дудкин · Совјетски Савез       | 16,71 РЕП     | Виктор Сањејев · Совјетски Савез        | 16,69    | Луис Фелипе Арета · Шпанија            | 16,47    |
| Београд 1969               | Николај Дудкин · Совјетски Савез       | 16,73 РЕП     | Золтан Чифра · Мађарска                 | 16,46    | Карол Корбу · Румунија                 | 16,20    |
| Беч 1970 детаљи            | Виктор Сањејев · Совјетски Савез       | 16,95 РЕП     | Јерг Дремел · Источна Немачка           | 16,74    | Шербан Кочина · Румунија               | 16,47    |
| Софија 1971 детаљи         | Виктор Сањејев · Совјетски Савез       | 16,83         | Карол Корбу · Румунија                  | 16,83    | Генадиј Савлевић · Совјетски Савез     | 16,24    |
| Гренобл 1972 детаљи        | Виктор Сањејев · Совјетски Савез       | 16,97 РЕП     | Карол Корбу · Румунија                  | 16,89    | Валентин Шевченко · Совјетски Савез    | 16,73    |
| Ротердам 1973 детаљи       | Карол Корбу · Румунија                 | 16,80         | Михал Јоахимовски · Пољска              | 16,75    | Михаил Барибан · Совјетски Савез       | 16,38    |
| Гетеборг 1974 детаљи       | Михал Јоахимовски · Пољска             | 17,03 РЕП     | Михаил Барибан · Совјетски Савез        | 16,88    | Бернар Ламити · Француска              | 16,56    |
| Катовице 1975 детаљи       | Виктор Сањејев · Совјетски Савез       | 17,01         | Михал Јоахимовски · Пољска              | 16,90    | Генадиј Бесонов · Совјетски Савез      | 16,78    |
| Минхен 1976 детаљи         | Виктор Сањејев · Совјетски Савез       | 17,10 РЕП     | Карол Корбу · Румунија                  | 16,75    | Бернар Ламити · Француска              | 16,68    |
| Сан Себастијан 1977 детаљи | Виктор Сањејев · Совјетски Савез       | 16,65         | Јак Удмае · Совјетски Савез             | 16,46    | Бернар Ламити · Француска              | 16,45    |
| Милано 1978 детаљи         | Анатолиј Пишкулин · Совјетски Савез    | 16,82         | Кит Конор · Уједињено Краљевство        | 16,53    | Александр Јаковљев · Совјетски Савез   | 16,47    |
| Беч 1979 детаљи            | Генадиј Ваљукевић · Совјетски Савез    | 17,02         | Анатолиј Пишкулин · Совјетски Савез     | 16,97    | Јак Удмае · Совјетски Савез            | 16,91    |
| Зинделфинген 1980 детаљи   | Бела Бакоши · Мађарска                 | 16,86         | Јак Удмае · Совјетски Савез             | 16,51    | Генадиј Ковтунов · Совјетски Савез     | 16,45    |
| Гренобл 1981 детаљи        | Шамил Абјасов · Совјетски Савез        | 17,30 СР, РЕП | Клаус Киблер · Западна Немачка          | 16,73    | Естон Мур · Уједињено Краљевство       | 16,73    |
| Милано 1982 детаљи         | Бела Бакоши · Мађарска                 | 17,13         | Генадиј Ваљукевић · Совјетски Савез     | 16,87    | Николај Мусијенко · Совјетски Савез    | 16,82    |
| Будимпешта 1983 детаљи     | Николај Мусијенко · Совјетски Савез    | 17,12         | Генадиј Ваљукевић · Совјетски Савез     | 16,94    | Бела Бакоши · Мађарска                 | 16,90    |
| Гетеборг 1984 детаљи       | Григориј Јемец · Совјетски Савез       | 17,33 ЕР, РЕП | Властимил Маринец · Чехословачка        | 17,16    | Бела Бакоши · Мађарска                 | 17,15    |
| Пиреј 1985 детаљи          | Христо Марков · Бугарска               | 17,29         | Јан Чадо · Чехословачка                 | 17,23    | Фолкер Маи · Источна Немачка           | 17,14    |
| Мадрид 1986 детаљи         | Марис Бружикс · Совјетски Савез        | 17,54 РЕП     | Владимир Плеханов · Совјетски Савез     | 17,21    | Бела Бакоши · Мађарска                 | 16,93    |
| Лијевен 1987 детаљи        | Серж Елан · Француска                  | 17,15         | Христо Марков · Бугарска                | 17,12    | Николај Мусијенко · Совјетски Савез    | 17,00    |
| Будимпешта 1988 детаљи     | Олег Сакиркин · Совјетски Савез        | 17,30         | Бела Бакоши · Мађарска                  | 17,25    | Васиф Асадов · Совјетски Савез         | 17,23    |
| Хаг 1989 детаљи            | Николај Мусијенко · Совјетски Савез    | 17,29         | Фолкер Маи · Источна Немачка            | 17,03    | Милан Микулаш · Чехословачка           | 16,93    |
| Глазгов 1990 детаљи        | Игор Лапшин · Совјетски Савез          | 17,14         | Олег Сакиркин · Совјетски Савез         | 16,70    | Торд Хенриксон · Шведска               | 16,69    |
| Ђенова 1992 детаљи         | Леонид Волошин · Уједињени тим         | 17,35         | Серж Елан · Француска                   | 17,18    | Василиј Соков · Уједињени тим          | 17,01    |
| Париз 1994 детаљи          | Леонид Волошин · Русија                | 17,44         | Денис Капустин · Русија                 | 17,35    | Василиј Соков · Русија                 | 17,31    |
| Стокхолм 1996 детаљи       | Марис Бружикс · Летонија               | 16,97         | Френсис Агјепонг · Уједињено Краљевство | 16,93    | Армен Мартиросјан · Јерменија          | 16,74    |
| Валенсија 1998 детаљи      | Џонатан Едвардс · Уједињено Краљевство | 17,43         | Чарлс Фридек · Немачка                  | 17,15    | Серж Елан · Француска                  | 17,02    |
| Гент 2000 детаљи           | Чарлс Фридек · Немачка                 | 17,28         | Ростислав Димитров · Бугарска           | 17,22    | Паоло Камози · Италија                 | 17,05    |
| Беч 2002 детаљи            | Кристијан Олсон · Шведска              | 17,54 =РЕП    | Маријан Опреа · Румунија                | 17,22    | Александар Хлаватски · Белорусија      | 17,05    |
| Мадрид 2005 детаљи         | Игор Спасовходски · Русија             | 17,20         | Микола Саволаинен · Украјина            | 17,01    | Александр Петренко · Русија            | 16,98    |
| Бирмингем 2007 детаљи      | Филипс Идову · Уједињено Краљевство    | 17,56 РЕП     | Нејтан Даглас · Уједињено Краљевство    | 17,47    | Александр Сергејев · Русија            | 17,15    |
| Торино 2009 детаљи         | Фабрицио Донато · Италија              | 17,59 РЕП     | Виктор Јастребов · Украјина             | 17,25    | Игор Спасовходски · Русија             | 17,15    |
| Париз 2011 детаљи          | Теди Тамго · Француска                 | 17,92 СР, РЕП | Фабрицио Донато · Италија               | 17,73    | Маријан Опреа · Румунија               | 17,62    |
| Гетеборг 2013 детаљи       | Данијеле Греко · Италија               | 17,70         | Руслан Самитов · Русија                 | 17,30    | Алексеј Фјодоров · Русија              | 17,12    |
| Праг 2015 детаљи           | Нелсон Евора · Португалија             | 17,21         | Пабло Торихос · Шпанија                 | 17,04    | Маријан Опреа · Румунија               | 16,91    |
| Београд 2017 детаљи        | Нелсон Евора · Португалија             | 17,20         | Фабрицио Донато · Италија               | 17,13    | Макс Хес · Немачка                     | 17,12    |
| Глазгов 2019 детаљи        | Назим Бабајев · Азербејџан             | 17,29         | Нелсон Евора · Португалија              | 17,11    | Макс Хес · Немачка                     | 17,10    |
| Торуњ 2021 детаљи          | Педро Пичардо · Португалија            | 17,30         | Алексис Копело · Азербејџан             | 17,04    | Макс Хес · Немачка                     | 17,01    |
| Истанбул 2023 детаљи       | Педро Пичардо · Португалија            | 17,60         | Николаос Андрикопулос · Грчка           | 16,58    | Макс Хес · Немачка                     | 16,57    |
| Апелдорн 2025 детаљи       | Анди Дијаз · Италија                   | 17,71         | Макс Хес · Немачка                      | 17,43    | Андреа Делавале · Италија              | 17,19    |
| Валенсија 2027             |                                        |               |                                         |          |                                        |          |

## Биланс медаља
| Ранг | Држава               |    |    |    |     |
| ---- | -------------------- | -- | -- | -- | --- |
| 1.   | Совјетски Савез      | 17 | 9  | 11 | 37  |
| 2.   | Португалија          | 4  | 1  | 0  | 5   |
| 3.   | Италија              | 3  | 2  | 2  | 7   |
| 4.   | Румунија             | 2  | 4  | 4  | 10  |
| 5.   | Мађарска             | 2  | 3  | 3  | 8   |
| 6.   | Уједињено Краљевство | 2  | 3  | 1  | 6   |
| 7.   | Русија               | 2  | 2  | 5  | 9   |
| 8.   | Француска            | 2  | 1  | 4  | 7   |
| 9.   | Немачка              | 1  | 2  | 4  | 7   |
| 10.  | Чехословачка         | 1  | 2  | 2  | 5   |
| 11.  | Пољска               | 1  | 2  | 0  | 3   |
| 11.  | Бугарска             | 1  | 2  | 0  | 3   |
| 13.  | Азербејџан           | 1  | 1  | 0  | 2   |
| 14.  | Уједињени тим        | 1  | 0  | 1  | 2   |
| 14.  | Шведска              | 1  | 0  | 1  | 2   |
| 16.  | Летонија             | 1  | 0  | 0  | 1   |
| 17.  | Источна Немачка      | 0  | 2  | 1  | 3   |
| 18.  | Западна Немачка      | 0  | 2  | 0  | 2   |
| 18.  | Украјина             | 0  | 2  | 0  | 2   |
| 20.  | Шпанија              | 0  | 1  | 1  | 2   |
| 21.  | Грчка                | 0  | 1  | 0  | 1   |
| 22.  | Јерменија            | 0  | 0  | 1  | 1   |
| 22.  | Белорусија           | 0  | 0  | 1  | 1   |
|      | Укупно (23)          | 42 | 42 | 42 | 126 |

| Ранг | Атлетичар         | Држава                     |   |   |   |   |
| ---- | ----------------- | -------------------------- | - | - | - | - |
| 1.   | Виктор Сањејев    | Совјетски Савез            | 6 | 1 | 0 | 7 |
| 2.   | Бела Бакоши       | Мађарска                   | 3 | 0 | 0 | 3 |
| 3.   | Нелсон Евора      | Португалија                | 2 | 1 | 0 | 3 |
| 4.   | Николај Мусијенко | Совјетски Савез            | 2 | 0 | 2 | 4 |
| 5.   | Николај Дудкин    | Совјетски Савез            | 2 | 0 | 0 | 2 |
| 5.   | Марис Бружикс     | Совјетски Савез · Летонија | 2 | 0 | 0 | 2 |
| 5.   | Леонид Волошин    | Уједињени тим · Русија     | 2 | 0 | 0 | 2 |
| 5.   | Педро Пичардо     | Португалија                | 2 | 0 | 0 | 2 |
| 9.   | Карол Корбу       | Румунија                   | 1 | 3 | 1 | 5 |
| 10.  | Михал Јоахимовски | Пољска                     | 1 | 2 | 0 | 3 |
| 10.  | Генадиј Ваљукевић | Совјетски Савез            | 1 | 2 | 0 | 3 |
| 10.  | Фабрицио Донато   | Италија                    | 1 | 2 | 0 | 3 |
| 13.  | Серж Елан         | Француска                  | 1 | 1 | 1 | 3 |
| 14.  | Анатолиј Пишкулин | Совјетски Савез            | 1 | 1 | 0 | 2 |
| 14.  | Христо Марков     | Бугарска                   | 1 | 1 | 0 | 2 |
| 14.  | Олег Сакиркин     | Совјетски Савез            | 1 | 1 | 0 | 2 |
| 14.  | Чарлс Фридек      | Немачка                    | 1 | 1 | 0 | 2 |
| 18.  | Шербан Кочина     | Румунија                   | 1 | 0 | 1 | 2 |
| 18.  | Петр Немшовски    | Чехословачка               | 1 | 0 | 1 | 2 |
| 18.  | Игор Спасовходски | Русија                     | 1 | 0 | 1 | 2 |
| 21.  | Јак Удмае         | Совјетски Савез            | 0 | 2 | 1 | 3 |
| 22.  | Макс Хес          | Немачка                    | 0 | 1 | 4 | 5 |
| 23.  | Маријан Опреа     | Румунија                   | 0 | 1 | 2 | 3 |
| 24.  | Михаил Барибан    | Совјетски Савез            | 0 | 1 | 1 | 2 |
| 24.  | Фолкер Маи        | Источна Немачка            | 0 | 1 | 1 | 2 |
| 26.  | Бернар Ламити     | Француска                  | 0 | 0 | 3 | 3 |
| 27.  | Василиј Соков     | Уједињени тим · Русија     | 0 | 0 | 2 | 2 |

### Победници такмичења у дворани
- Победници светских првенстава у атлетици у дворани — троскок за мушкарце
- Победнице светских првенстава у атлетици у дворани — троскок за жене
- Победнице европских првенстава у атлетици у дворани — троскок за жене

### Победници такмичења на отвореном
- Освајачи олимпијских медаља у атлетици — троскок за мушкарце
- Освајачи олимпијских медаља у атлетици — троскок за жене
- Победници светских првенстава у атлетици на отвореном — троскок
- Победници европских првенстава у атлетици на отвореном — троскок за мушкарце
- Победнице светских првенстава у атлетици на отвореном — троскок за жене
- Победнице европских првенстава у атлетици на отвореном — троскок за жене
- Победнице универзијада у троскоку за жене

### Развој рекорда
- Развој светског рекорда у троскоку за мушкарце на отвореном
- Развој светског рекорда у троскоку за жене на отвореном
- Развој светског рекорда у троскоку за жене у дворани
- Развој светског рекорда у троскоку за мушкарце у дворани